# Pelin i med (EP)
Pelin i med maksi singl je hrvatskog skladatelja, tekstopisca i glazbenika Dina Dvornika, koji izlazi 2009. g.
Ovaj maksi singl izdan je kao skup pjesama s trenutnog albuma Pandorina kutija, a sadrži skladbu koja je veliki hit, "Pelin i med". Maksi singl objavljuje diskografska kuća Dancing Bear, sadrži tri skladbe kojih je producent Dino Dvornik i Srđan Sekulović.
Dino Dvornik 2010. za skladbu "Pelin i med" bio je nominiran za prestižnu hrvatsku diskografsku nagradu, Porin, u kategoriji hit godine.

## Popis pjesama
1. "Pelin i med" (Radio Edit) - 3:51
  - Srđan Sekulović/Dino Dvornik - Srđan Sekulović
2. "Pelin i med" (Video Version) - 3:36
  - Srđan Sekulović/Dino Dvornik - Srđan Sekulović
3. "Pelin i med (Acoustique Version)" - 4:06
  - Remix – Fabrique De La Musique Acoustique

## Vanjske poveznice
- iTunes - Dino Dvornik - Pelin i med